# Ulica Wielka w Wilnie

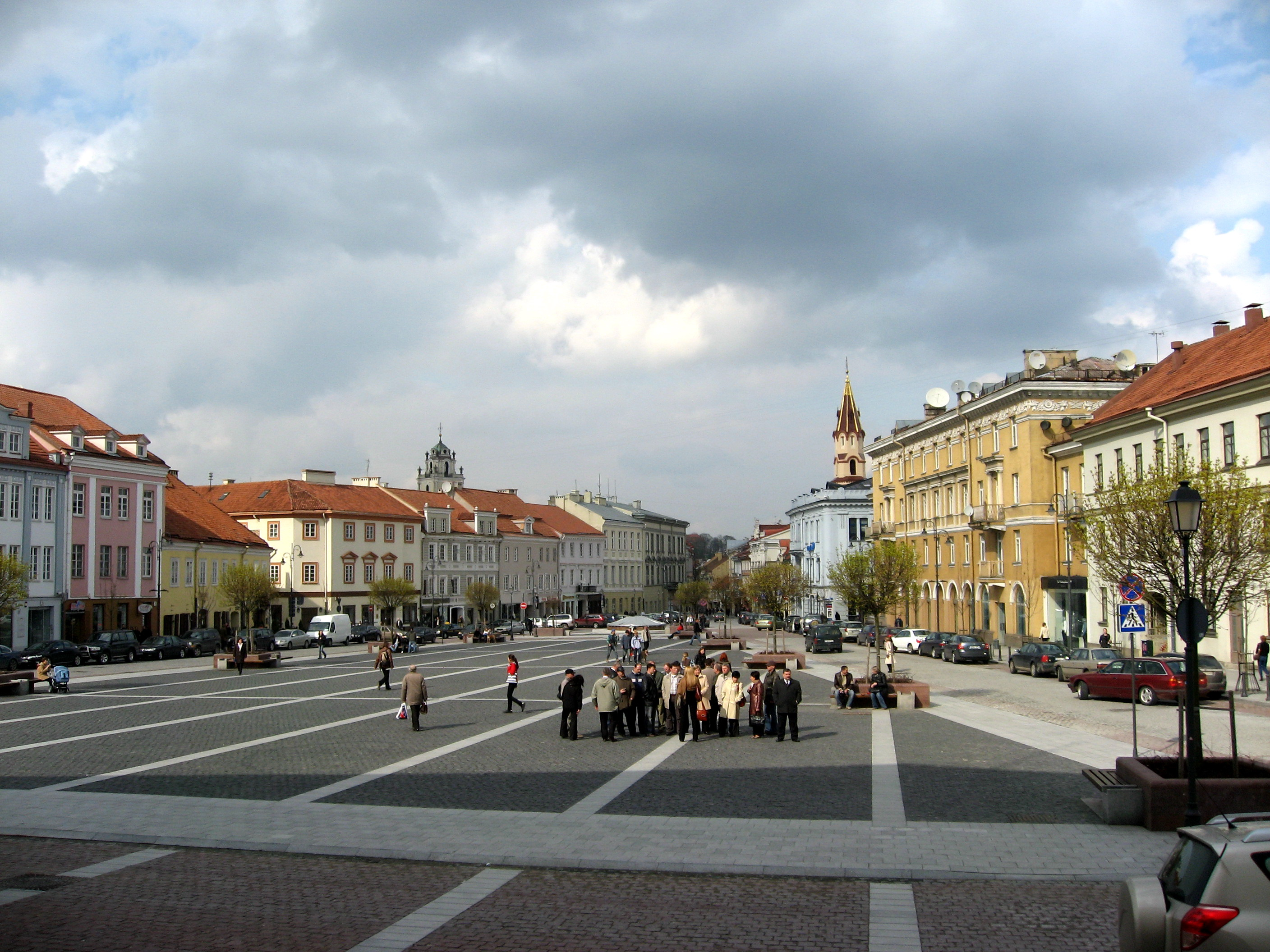
Widok ulicy od strony ratusza

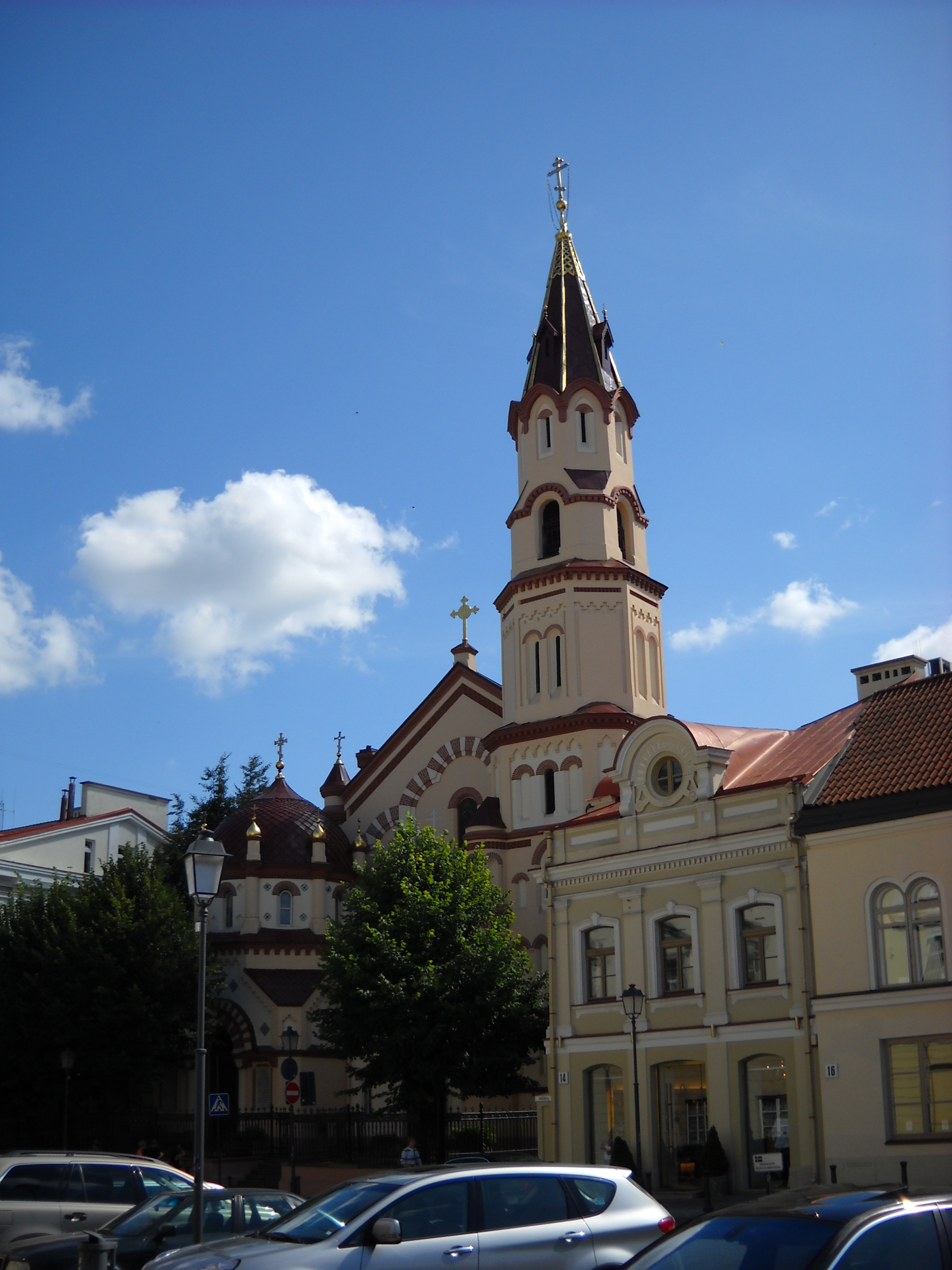
Widok na cerkiew św. Mikołaja w rzędzie budynków mieszkalnych ulicy

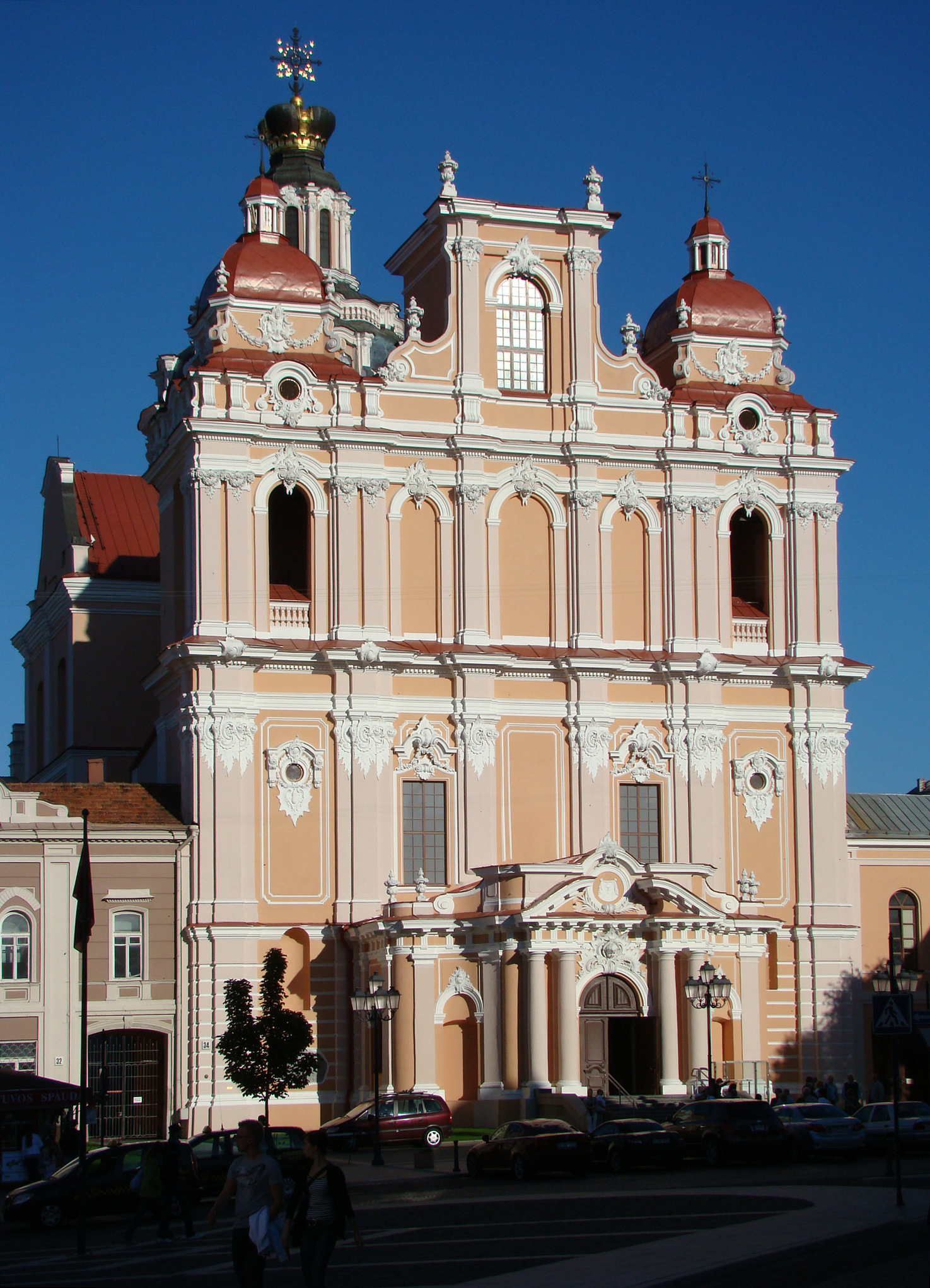
Kościół św. Kazimierza w Wilnie

Ulica Wielka (lit. Didžioji gatvė) – jedna z głównych ulic Starego Miasta w Wilnie, a równocześnie jedna z najwcześniej wytyczonych ulic w mieście. Obecną nazwę nosiła przez cały okres swojego istnienia, oprócz okresu przynależności Wilna do ZSRR, kiedy nosiła imię Maksima Gorkiego. 
Ulica Wielka jest kontynuacją ulicy Zamkowej w kierunku południowym i ulicy Ostrobramskiej w kierunku północnym. Przebiega przez rynek. Razem z dwiema wymienionymi wyżej ulicami tworzy główną oś wileńskiego Starego Miasta, pokrywającą się z trasą przejazdu między ratuszem a zamkiem. Takie położenie ulicy wpłynęło na zlokalizowanie przy niej wielu reprezentacyjnych budowli miasta, w tym dwóch cerkwi prawosławnych i jednego kościoła katolickiego. Większość domów mieszkalnych przy ulicy Wielkiej wznosi się na wysokość dwóch lub trzech pięter, pochodzą one z różnych epok. Na ulicy widoczne są elementy architektury gotyckiej, renesansowej, barokowej i klasycystycznej. Pierwsza pisemna wzmianka o ulicy pochodzi z 1558. 

## Ważniejsze budynki
- Dom Franka - dawny dom profesora nauk medycznych Józefa Franka, a także rzeźbiarza Kazimierza Jelskiego i Jędrzeja Śniadeckiego. W 1812, jako intendent armii francuskiej idącej na Rosję, w domu kwaterował pisarz francuski Stendhal. Obecnie Dom Franka jest zajmowany przez ośrodek kultury francuskiej.
- Cerkiew Piatnicka - cerkiew prawosławna z XIV wieku, poważnie przebudowana w latach 1864–1865. Jest to czynna świątynia, pełniąca funkcję cerkwi pomocniczej Soboru Zaśnięcia Matki Bożej.
- Pałac Chodkiewiczów - dom wzniesiony w średniowieczu i przebudowany w stylu barokowym. Obecnie jest siedzibą Wileńskiej Galerii Obrazów.
- Budynek dawnej kliniki Uniwersytetu Wileńskiego - od numeru 6 do 10, obecnie sklep z pamiątkami.
- Pałac Paca (nr 7) - barokowa rezydencja z II poł. XVII wieku.
- cerkiew św. Mikołaja - cerkiew prawosławna z XIV wieku, poważnie przebudowana w latach 60. XIX wieku. Pierwotnie znajdowała się za rzędem domów przylegających do ulicy. Zostały one zburzone, by była możliwa dobudowa kaplicy św. Michała Archanioła ufundowanej przez generał gubernatora Wilna Michaiła Murawiewa.
- Budynki pod numerami 3 i 5 - przykłady architektury dziewiętnastowiecznej, odpowiednio neoklasycystycznej i neorenesansowej.
- Budynek ambasady szwedzkiej w domu o cechach gotyku i baroku - była to pierwsza ambasada otwarta w Wilnie po ogłoszeniu niepodległości przez Litwę[2].
- Dom pod numerem 27 - dawna własność klasztoru trynitarzy na Antokolu, budynek gotycki, przebudowany w stylu renesansowym.
- Kościół św. Kazimierza - najstarszy barokowy kościół w Wilnie, powstały w 1604, dawna własność zakonu jezuitów. Budynki pełniące niegdyś funkcję klasztoru przylegają do kościoła.
- Pałac Abramowiczów - budynek przylegający do kościoła św. Kazimierza od południa. Klasycystyczny pałac, w latach 1844–1918 siedziba prawosławnych biskupów wileńskich i litewskich. Obecnie siedziba wileńskiego konserwatorium.